# Euryopis texana
Euryopis texana là một loài nhện trong họ Theridiidae.
Loài này thuộc chi Euryopis. Euryopis texana được Richard C. Banks miêu tả năm 1908.